# Currying
Rozwijanie funkcji (ang. currying) – operacja w funkcyjnych językach programowania polegająca na przekształceniu funkcji, która pobiera parę argumentów i zwraca wynik {\displaystyle (f:(P\times Q)\to R)} w funkcję, która po pobraniu argumentu zwraca funkcję, która pobiera argument i zwraca wynik {\displaystyle (g:P\to (Q\to R))}. Operacja odwrotna nosi nazwę zwijanie funkcji (ang. uncurrying).
Podstawą dla tej operacji jest ugruntowanie systemu typów w językach funkcyjnych na rachunku lambda z typami. Taki rachunek na mocy izomorfizmu Curry’ego-Howarda jest równoważny pewnej logice intuicjonistycznej, a zatem operacja ta odpowiada tautologii logiki intuicjonistycznej: {\displaystyle ((p\land q)\implies r)\iff (p\implies (q\implies r)).}
Oryginalna nazwa została zaproponowana przez Christophera Stracheya w 1967 roku, jako nawiązanie do nazwiska logika Haskella Curry’ego.

## Zastosowanie w programowaniu
W przypadku języków programowania stosuje się rozszerzenie tego mechanizmu. Najbardziej uniwersalnym jest taki, który zwraca funkcję, która przyjmuje argumenty i zwraca funkcje dopóki suma argumentów jest mniejsza niż liczba parametrów początkowej funkcji. Natomiast gdy ich liczba przekroczy sumę parametrów, wywoływana jest pierwotna funkcja.
Przykład JavaScript
```
// ES5

function
 
curry
(
fn
)
 
{

  
var
 
init_args
 
=
 
[].
slice
.
call
(
arguments
,
 
1
);

  
var
 
len
 
=
 
fn
.
length
;

  
return
 
function
()
 
{

    
var
 
args
 
=
 
init_args
.
slice
();

    
function
 
call
()
 
{

      
args
 
=
 
args
.
concat
([].
slice
.
call
(
arguments
));

      
if
 
(
args
.
length
 
>=
 
len
)
 
{

        
return
 
fn
.
apply
(
null
,
 
args
);

      
}
 
else
 
{

        
return
 
call
;

      
}

    
};

    
return
 
call
.
apply
(
null
,
 
arguments
);

  
};

}

// ES6

function
 
curry
(
fn
,
 
...
init_args
)
 
{

  
var
 
len
 
=
 
fn
.
length
;

  
return
 
function
()
 
{

    
var
 
args
 
=
 
init_args
.
slice
();

    
function
 
call
(...
fn_args
)
 
{

      
args
 
=
 
args
.
concat
(
fn_args
);

      
if
 
(
args
.
length
 
>=
 
len
)
 
{

        
return
 
fn
.
apply
(
null
,
 
args
);

      
}
 
else
 
{

        
return
 
call
;

      
}

    
};

    
return
 
call
.
apply
(
null
,
 
arguments
);

  
};

}

function
 
add
(
a
,
b
,
c
)
 
{

  
return
 
a
+
b
+
c
;

}

var
 
curry_add
 
=
 
curry
(
add
);

console
.
log
(
curry_add
(
2
,
3
,
4
));
 
// 9

console
.
log
(
curry_add
(
2
)(
3
)(
4
));
 
// 9

console
.
log
(
curry_add
(
2
,
3
)(
4
));
 
// 9

```